# Phidippus translatus
Phidippus translatus är en spindelart som beskrevs av Peckham, Peckham 1901. Phidippus translatus ingår i släktet Phidippus och familjen hoppspindlar. Inga underarter finns listade i Catalogue of Life.